# イーフローラ
株式会社イーフローラ（英: eflora Co.,Ltd.）は、2000年に設立された生花店のネットワーク組織を運営する日本の企業。全国約1,300店の生花店が加盟する。

## 概要
加盟生花店のネットワークを基盤として、全国各地へ生花店から直接生花を配達する。また加盟生花店が自店のオリジナル商品を出品・販売できるフラワーギフト専門のショッピングモール型ECサイトを運営。
フラワーギフトを配達した日時を報告するサービス（「花ちゃくメ～ル」）や配達した花の写真を報告するサービス（「この花メ〜ル」）、カードのデザインや絵文字を使ったオリジナルのメッセージカードがWEB上で作れるサービス（「じぶんdeカード」）など、業界に先駆けて実施した。
また、世界最大規模の生花店ネットワークであるアメリカのFTD（FTD Companies, Inc.）と業務提携締結し、世界的なフローリストのネットワーク、インターフローラ の日本本部を務めている（日本のインターフローラメンバーはイーフローラのみ）。このため、イーフローラの加盟生花店は、インターフローラのネットワークを通じて海外の現地生花店配達するフラワーギフトの受注が可能である。

## 沿革
- 2000年 7月 - 会社設立
- 2000年 11月 - 加盟店約400店にてサービス開始/配達報告サービス（花ちゃくメ〜ル）提供開始
- 2001年 12月 - ECサイト開設
- 2002年 1月 - 画像配信サービス（この花メ〜ル） 提供開始
- 2006年 5月 - アメリカFTD（FTD Companies, Inc.）と業務提携
- 2008年 3月 - ECサイトにて「じぶんdeカード」サービス提供開始
- 2013年 3月 - バルーン付きフラワーギフト展開開始
- 2015年 6月 - ベルリンで開催された第14回インターフローラワールドカップへ日本代表選手を派遣（日本は世界第4位）
- 2017年 2月 - 初のTVCM「想いをこめて　記念日篇」を放映[3]
- 2018年 10月 - インターフローラワールドカップ2019に向けた日本代表選考会を開催。フラワーデザインの競技会としてはめずらしい、オンラインによるライブ配信でその模様を放映[4]